# Kees van Kuijen
Cornelis Joannes (Kees) van Kuijen (Den Haag, 16 maart 1940 – Warmond, 7 september 2019) was een Nederlands politicus voor de Politieke Partij Radikalen en topambtenaar.
Tussen 1957 en 1965 studeerde Van Kuijen biologie bij de Universiteit Leiden. Van Kuijen was van 1965 hoofdassistent bij het Zoölogisch Laboratorium van de Universiteit Leiden en buitenuniversitair lid van de Universiteitsraad. Vanaf 1972 werkt hij als directiemedewerker biologische en medische wetenschappen bij ZWO. 
Daarnaast was Van Kuijen actief in de PPR. Tussen 1974 en 1975 was hij lid van de Provinciale Staten van Zuid-Holland. In 1975 werd hij Tweede Kamerlid en voerde hij het woord op het gebied van milieu, waterstaat, landbouw en volkshuisvesting. In 1977 keerde hij niet terug naar de Kamer maar wel naar de Provinciale Staten van Zuid-Holland waar hij een jaar lid van was. In 1982 werd hij lid van de gemeenteraad van Warmond voor Progressief Warmond.
In 1978 werd hij inspecteur van Volksgezondheid voor het Ministerie van Volksgezondheid en Milieuhygiëne. In 1984 werd hij hoofd van de afdeling hinderwet en risico-evaluatie van het Ministerie van Volksgezondheid, Ruimtelijke Ordening en Milieu. In 1990 werd hij directeur Stoffen en Risicobeheersing op dit ministerie. In 1993 werd hij benoemd tot officier in de Orde van Oranje-Nassau. In 2005 ging hij met pensioen.
- Parlement.com: vg09llin2ht3